# Municipio de Craig (Arkansas)
Craig Township era una subdivisión territorial del condado de Van Buren, Arkansas, Estados Unidos. Según el censo de 2020, en ese momento tenía una población de 622 habitantes.
Tiene un código de clase X0, que indica que ha sido disuelta por la Oficina del Censo.

## Geografía
La subdivisión estaba ubicada en las coordenadas 35°31′57″N 92°35′45″O / 35.53250, -92.59583. Según la Oficina del Censo, tenía una superficie total de 126.73 km², de los cuales 126.03 km² correspondían a tierra firme y 0.70 km² estaban cubiertos de agua.

## Demografía
Según el censo de 2020, en ese momento había 622 personas residiendo en la zona. La densidad de población era de 4.94 hab./km². El 92.60 % de los habitantes eran blancos, el 1.29 % eran amerindios, el 0.32 % eran asiáticos, el 0.64 % eran de otras razas y el 5.14 % eran de una mezcla de razas. Del total de la población, el 1.61 % eran hispanos o latinos de cualquier raza.